# Phaeoparia rondoni
Phaeoparia rondoni är en insektsart som beskrevs av Frédéric Carbonell 2002. Phaeoparia rondoni ingår i släktet Phaeoparia och familjen Romaleidae. Inga underarter finns listade i Catalogue of Life.